# Ганс-Ульріх Шольц
Ганс-Ульріх Шольц (нім. Hans-Ulrich Scholz; 7 травня 1911, Бреслау — ?) — німецький офіцер-підводник, оберлейтенант-цур-зее резерву крігсмаріне.

## Біографія
10 січня 1940 року вступив на флот. З 1 серпня 1943 по 27 лютого 1944 року пройшов курс підводника. 16 лютого 1944 року переданий в розпорядження 23-ї флотилії. З 1 травня по 16 червня 1944 року пройшов курс командира підводного човна, в липні — листопаді 1944 року — командирську практику на підводному човні U-1017, після чого переданий у розпорядження 27-ї флотилії. У листопаді 1944 року направлений на будівництво U-4703. З 21 січня 1945 року — командир U-4703. 5 травня 1945 року наказав затопити човен у межах операції «Регенбоген». 8 травня 1945 року взятий в полон британськими військами.

## Звання
- Штурмансмат резерву (1 вересня 1941)
- Штурман резерву (1 листопада 1941)
- Лейтенант-цур-зее резерву (1 червня 1942)
- Оберлейтенант-цур-зее резерву (1 жовтня 1943)